# MTV Unplugged in New York
MTV Unplugged in New York је лајв албум америчке рок групе Нирвана, објављен 1. новембра 1994. у издању DGC Records. Садржи акустични наступ снимљен у Sony Music Studios у Њујорку 18. новембра 1993. за телевизијску серију MTV Unplugged.
MTV Unplugged је пуштен након што су одустали планови за објављивање наступа као део компилације двоструких албума уживо под називом Verse Chorus Verse. Било је то прво издање Нирване након смрти певача Курта Кобејна седам месеци раније. Дебитовао је на првом месту на америчком Билборду 200, а РИАА је 2020. године сертификовала као осам пута мултиплатинаст. Освојио је награду за најбољу алтернативну музику на додели Греми награда 1996. године, једину Нирванину награду Греми, и од тада је рангиран као један од најбољих албума уживо свих времена. Објављен је и као DVD 2007. године.

## Позадина
MTV Unplugged је почео да се емитује на MTV-у 1989. године, а уметници су изводили своје хитове на акустичним инструментима у интимном окружењу. Нирвана је већ неко време била у преговорима да се појави; Фронтмен Нирване Курт Кобејн је коначно прихватио на турнеји са Meat Puppets. Нирвана је желела да уради нешто другачије од типичног MTV Unplugged наступа; према бубњару Дејву Гролу, „Видели смо друге Unplugged и нисмо волели многе од њих, јер би их већина бендова третирала као рок шоу – свирали своје хитове као да је Медисон Сквер Гарден, осим уз акустичне гитаре.“
Група је за инспирацију погледала албум The Winding Sheet Марка Ланегана из 1990. године. Међу идејама које су чланови бенда смислили укључивали су обраду песме Дејвида Боувија „Човек који је продао свет“ (енгл. The Man Who Sold the World) и позивање чланова Meat Puppets да им се придруже на бини. Ипак, изгледи за потпуно акустичну емисију су наводно учинили Кобејна нервозним.